# Radio edit

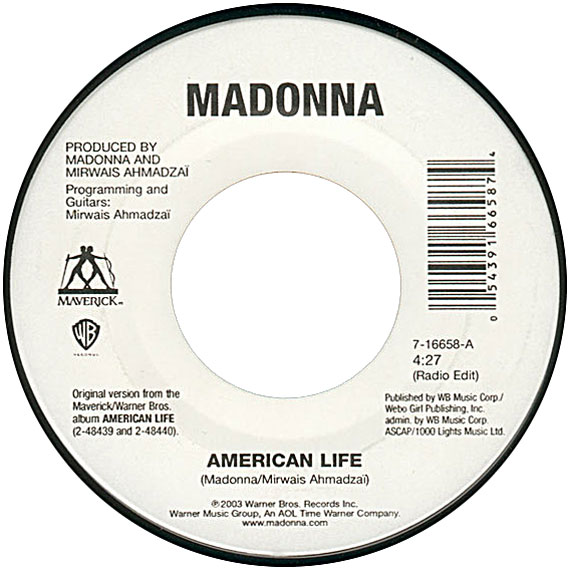
Radio edit de Madonna, American Life.

Radio edit (ou version radio en français) est un suffixe anglophone désignant un morceau musical édité pour ainsi être adapté dans sa durée ou dans son langage visant une diffusion radio. Ce type d'édition peut se faire à la demande de l'artiste lui-même, de son label, ou de la station de radio.

## Caractéristiques
La version radio edit est un morceau musical adapté pour une diffusion radio, c'est-à-dire pour le grand public. Elle est plus courte et donc facilement adaptable au temps d'antenne des stations de radio qui préfèrent généralement des morceaux de 3 à 4 minutes permettant ainsi de jouer de nombreux morceaux en l'espace d'une heure.
Lorsque le morceau original contient des paroles obscènes ou choquantes, voir des insultes (explicit en anglais), elles en sont expurgées. Dans ce cas, le terme utilisé est clean version en anglais. Selon les cas, que ce soit à la demande de l'artiste lui-même, de son label, ou de la station de radio, le radio edit peut-être un cas de censure, ou souvent d'autocensure, qui peut s'inscrire dans une stratégie marketing. Lorsqu'une telle version existe, elle figure généralement comme titre d'un single qui comporte généralement la version normale également. Les fans d'un artiste sont donc parfois amenés à acheter le single alors qu'ils ont déjà l'album qui contient le titre, ce qui est intéressant pour les labels discographiques[réf. nécessaire].
Dans de nombreux pays, les stations de radio doivent respecter des règles de diffusion strictes. Ces règles incluent des limitations sur le contenu explicite et des lignes directrices pour s'assurer que les morceaux sont adaptés pour tout public. Un radio edit permet de s'assurer que le morceau ne soit pas interdit ou limité sur les principales stations, ce qui maximise son exposition.
Les versions radio edit sont également très souvent utilisées pour les clips diffusés à la télévision.